# ترگومئور
ترگومئور (به فرانسوی: Trégomeur) یک کمون در استان برتاین در کشور فرانسه است که در Canton of Châtelaudren واقع شده‌است.

## خصوصیات
ترگومئور ۱۰٫۳۷ کیلومترمربع مساحت و ۸۹۶ نفر جمعیت دارد.